# Sussexite
La sussexite est un simple hydroborate de manganèse, de formule développée Mn[BO2(OH)]. Elle était souvent décrite comme un borate monohydraté de formule brute supposée Mn2[B2O5]. H2O, en réalité double. 
Ce corps minéral naturel, soit autrefois décrit en maille orthorhombique avec la formule double, ou en maille monoclinique par la formule la plus simple, de densité supérieure à 3,1 et de dureté entre 3 et 3,5, est un minéral évaporitique, rare, de formation secondaire sous climat aride et caniculaire, mais il est aussi le plus souvent une roche associée aux calcaires cristallins ou aux marbres dolomitiques type skarns à magnétite. Il se présente en nodules ou veinules, en masses fibreuses blanches, à éclat soyeux à terne, ou en masses terreuses souvent de couleur rose, jaune paille. 
D'un point de vue de formation primaire, l'apparition de sussexite est typique des veines hydrothermales en contact avec des minerais métalliques recelant en particulier du manganèse.

## Inventeur et étymologie, géotype
Il porte le nom du comté de Sussex, dans le New Jersey, dont les mines de la colline Franklin et Sterling, à Ogdensburg et à Franklin, ressortent du district minier de Franklin. Elle a été décrite en 1868 par George Jarvis Brush à partir d'échantillons collectés par lui-même et son collègue Mixter dans la mine Hamburg. Elle était associée dans les terrains précambriens métamorphosés aux veines à l'origine des dépôts de minerais  de manganèse, zinc et manganèse, soient des masses de carbonates de manganèse et de magnésium, des masses de franklinite coupé par des veines de pyrochroïtes colorées en noir. Toutefois, elle a été décrite à l'origine comme un (hydro)borate double de manganèse et de magnésium.
Elle est associée à des borates tels que la cahnite, à la roweite, mais aussi à l'hématite, à la franklinite, à la calcite et à la pyrochroïte, à la zincite et à la willemite, à la rhodocroïte et à la leucophoenicite. Il faut attendre les années 1920 pour le terme sussexite soit réservé à l'hydroborate de manganèse, alors que l'ascharite ou szaibélyite demeurait l'hydroborate de magnésium.

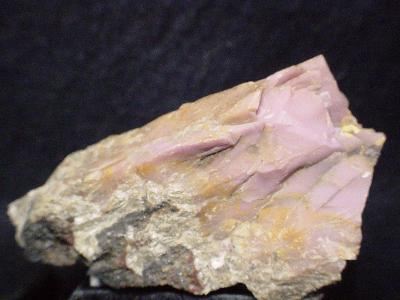
Sussexite rose de la mine de la colline Sterling, district minier Franklin, New-Jersey

Lorsqu'elle comporte une forte teneur en Mg, elle est nommée depuis l'entre deux-guerres magnésiosussexite. Elle peut aussi contenir du Zn facilement quelque 2 à 3 % en masse.
Les géotypes officiels sont situés dans le district minier de Franklin : la mine Franklin, la mine Trotter (ancienne mine Lehig), la mine Hamburg ou de la route d'Hamburg.

## Caractéristiques
Elle est faiblement soluble dans les acides. Ces échantillons basiques peuvent être nettoyés à l'eau distillée. 
Placée dans une flamme, sa poudre colore la flamme en vert-jaune.
L'analyse chimique pondérale, par exemple pour l'art verrier, donne en masse 61,82 % MnO, 30,33 % B2O3 et 7,85 % H2O.
Elle se distingue notamment par sa densité et sa dureté de l'indérite, l'inyoïte ou du chrysotile.

## Cristallochimie et cristallographie
Ces cristaux sont aciculaires et aplatis. Ce nésoborate est un hydroborate constitué par un assemblage de triangles isolés (BO3)3− donnant [BO2(OH)]2−
L'échange des ions métalliques magnésium Mg2+ et manganèse Mn2+ peut être progressif ou total. Il existe une série minérale de solutions solides dont les deux termes finaux sont la szaibelyite et la sussexite. Il peut être nommé groupe de la szaibelyite.

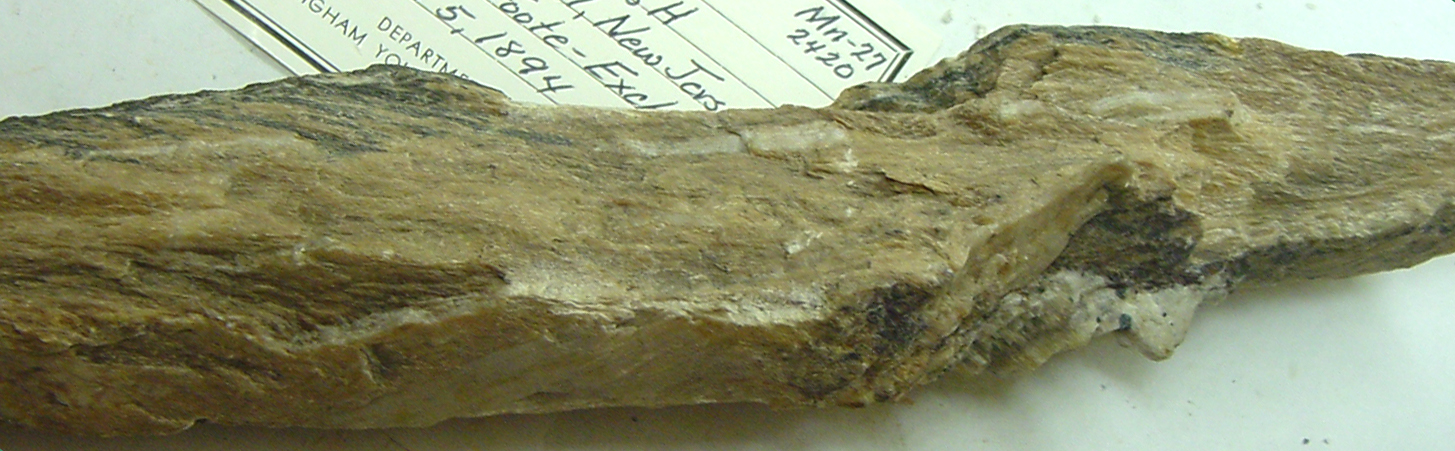
Sussexite, vieil échantillon collecté en 1895 à Mine Hill dans le New-Jersey, au musée de l'université Bringham Young, Nevada

## Gîtologie
Sous forme de bulbes, d'agrégats fibreux, parfois en boules fibroradiées blanc neige ou en long amas asbestiformes rose chair, voire en veinules à fibres transversales ou en structures poreuses, elle est observable dans les anciens lacs boratés, des formations salines endoréiques, plus ou moins boratées, ou marines de niveau supérieure, notamment dans des vastes dépôts sédimentaires d'évaporites.
Elle peut être produite par la lente altération de la colémanite, de l'inyoïte et de l'hydroboracite, comme au lac Inder.
D'un point de vue primaire, la sussexite est typique des milieux hydrothermaux en contact avec les dépôts minéraux métamorphosés à base de Zn, Fe et Mn, qui sont ainsi associés avec des borates. Elle est aussi présente dans les roches métamorphiques de contact, les groupes de serpentine, les marnes dolomitiques et les skarns, et autres bandes ferreuses. Elle est associée à la Ludwigite dans les skarns à magnétites des mines piémontaises de Brosso en Italie.
Minéraux associés : carnallite, sylvine, halite, borax, boracite, fluoborite, ludwigite, seamanite, kaïnite, gypse, hématite... mais aussi pyrochroïte, rhodochrosite, wiserite, hausmannite, sonolite, alabandite, téphroïte, alleghanyite, willémite, leucophoenicite, hauckite, sinhalite...

## Gisements

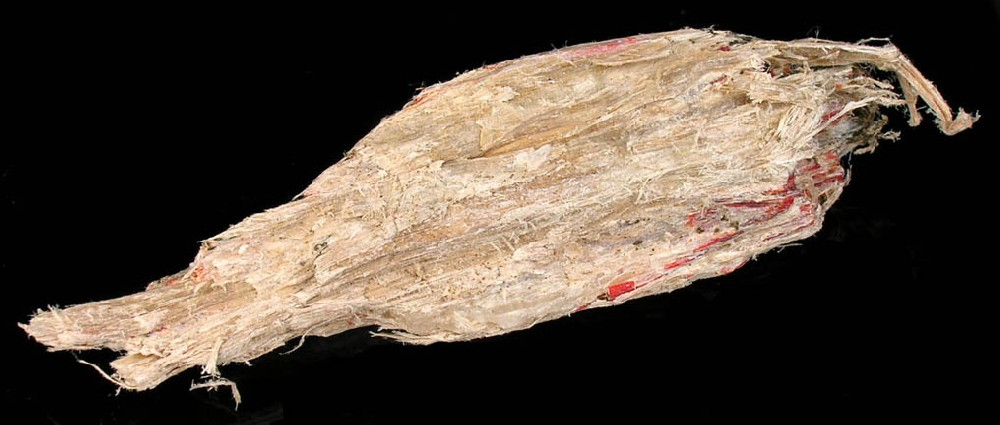
Sussexite grossièrement fibreuse, échantillon long de moins de 7 cm, Mine Franklin

- Afrique du Sud

Hotazel ou Kuruman, Kalahari manganese field
- Allemagne

- Australie

Iron Knob, péninsule d'Eyre
- Autriche

Veitch, mine du Kaibling, Styrie
- Corée du Nord

Suan-gun, mine Hol Kol
- États-Unis

Mines Franklin, Hamburg et Trotter, à Franklin, comté de Sussex, New Jersey
colline Sterling, à Ogdensburg, comté de Sussex, New Jersey
Chicagon Mine ou Cannon Mine, Iron County, Michigan
pegmatites de Morefield, Winterham, comté Amelia, Virginie
mines du Big Cottonwood district, Monts Wasatch, région de Salt Lake city, Utah
- France

Mine Coustou, vallée d'Aure, Hautes-Pyrénées
- Italie

vaste gisement de szaibelyite et de sussexite compacte, associée à la ludwigite, à Brosso, près de Turin, dans le Piémont.
Minière de Gambatesa à Reppia, Valgraveglia, province de Gênes, Ligurie.
- Japon

4 sites référencés sur l'île d'Honshu
- Kazakhstan

district d'Atyrau, dôme salin et anciens dépôts du lac Inder, matière produite par altération de la colemanite, de l'inyoite et de l'hydroboracite
- Namibie

Mine Kombat, Grootfontein District
- Suisse

Mine de Gonzen (avec de la wiserite), Sargans, Saint Gall

## Usage
Du fait de sa relative rareté, elle reste peu utilisée  comme minerai de Mn. 
Elle servait et sert encore à la fabrication d'acide borique.
Les principaux emplois concernaient l'industrie chimique et verrière. 
Elle peut être employée comme gemme, malgré sa fragilité.